# Iglesia y convento de las Capuchinas (Antigua Guatemala)
La Iglesia y convento de las Capuchinas, consagrada en 1736, es uno de los sitios turísticos más visitados en la ciudad de Antigua Guatemala.

## Historia
La construcción, llamada originalmente «Convento e Iglesia de Nuestra Señora del Pilar de Zaragoza», fue aprobada por Felipe V en 1725 justo a la llegada de la Orden de Clarisas Capuchinas a la población. La obra fue iniciada en 1731 y consagrada el año de 1736 bajo la supervisión de Diego de Porres; de hecho, fue el último convento fundado de la urbe y el primero que abandonó el hábito de exigir dote para las nuevas internas, circunstancia que había impedido a jóvenes de escasos recursos acoger la vida religiosa.
La rutina diaria de las profesas estaba regida por una estricta reglamentación que incluía las reglas máximas de pobreza, penitencia y ayuno; asimismo, debían subsistir de las limosnas proveídas por los fieles. Ahora bien, desde la formación de este convento, hubo dos tipos de monjas en los conventos de Santiago de los Caballeros:
| Atributo                | Monjas descalzas | Monjas urbanistas                                                                                      |
| ----------------------- | --- | --- |
| Denominación            | Recoletas o de vida común.                                                                                           | Calzadas o de vida particular.                                                                         |
| Costo de ingreso        | Ninguno | Dote en especie o una propiedad que produjera réditos para la congregación.                            |
| Tipo de vida            | De clausura | De clausura                                                                                            |
| Rezo                    | En el coro. | En el coro.                                                                                            |
| Regla de austeridad     | Estricta: dependían de la limosna, guardaban silencio en todo momento, excepto para rezar y nunca tomaban chocolate. | Relajada: podían tener ingresos y beber chocolate, excepto durante el ayuno.                           |
| Habitaciones            | Vida en común en salas de recreación de labores. Poseían una celca minúscula que sólo les servía para dormir.        | Sin vida en común. Vivían en una celda grande que era prácticamente una casa de reducidas dimensiones. |
| Alimentación            | Comían juntas en silencio en refectorios. No podían comer carne.                                                     | Preparaban sus propios alimentos. Les estaba permitido comer carne fuera del ayuno.                    |
| Servicio                | Realizaban las labores, o se servían del servicio comunitario de la congregación                                     | Podían tener sirvientes personales.                                                                    |
| Vestimenta              | Ropas austeras de fibras rústicas.                                                                                   | Ropajes finos; solían utilizar joyas.                                                                  |
| Calzado                 | Sandalias sencillas                                                                                                  | Zapatos o zapatillas.                                                                                  |
| Atribuciones especiales | Ninguna. | Maestras de las niñas encargadas al convento.                                                          |

### Tras el terremoto de Santa Marta
En 1773, a raíz de los terremotos de Santa Marta, y aunque el convento no fue del todo afectado, sus bienes fueron trasladados a la nueva Guatemala de la Asunción. Con la propiedad en abandono, fue autorizada su venta en 1813 por el Arzobispo. De ahí en adelante las instalaciones se destinaron para varios usos, pues en su patio fue secado café y además funcionó una tintorería.

### sigloXX

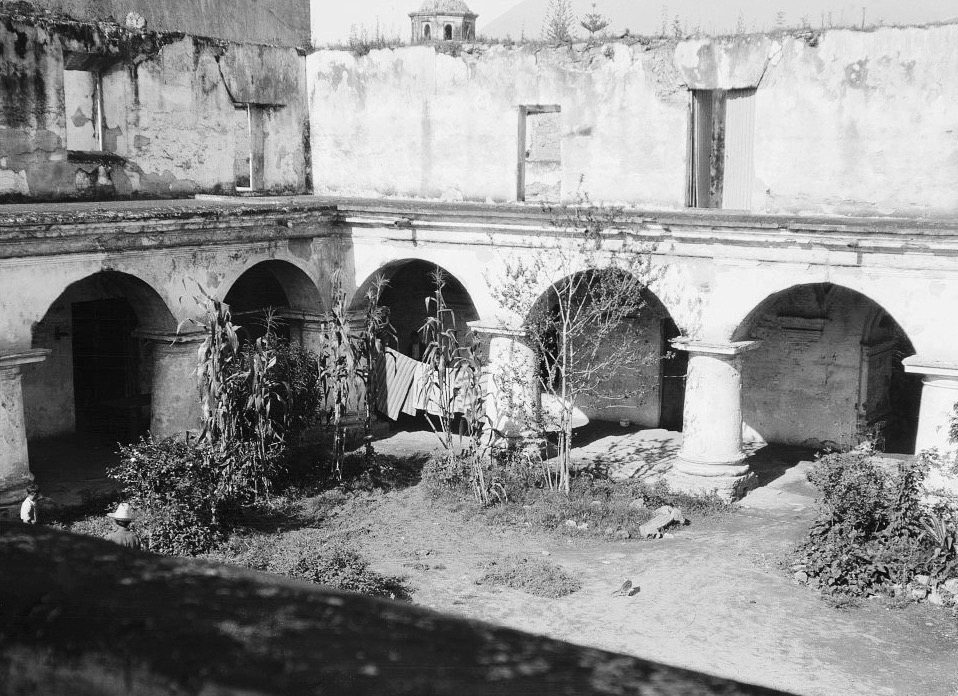
Ruinas abandonadas del convento de Capuchinas en 1916. Fotografía de Arnold Genthe.

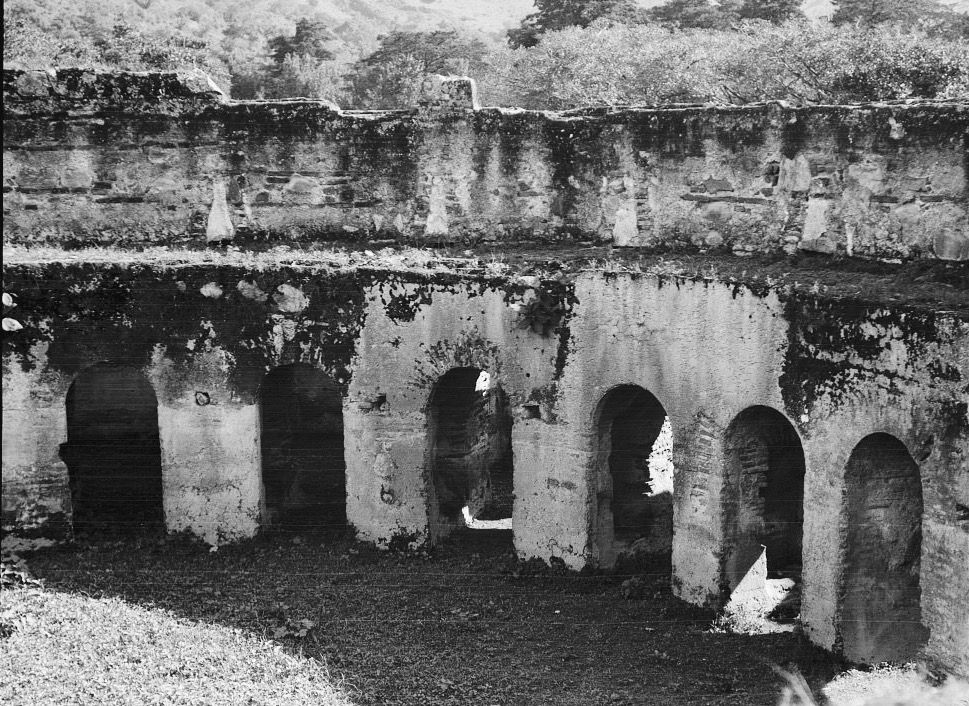
Estructura circular de celdas en el convento de Capuchinas, todavía en buen estado en 1916, tal y como describiera el príncipe Guillermo de Suecia en 1920.. Fotografía de Arnold Genthe.

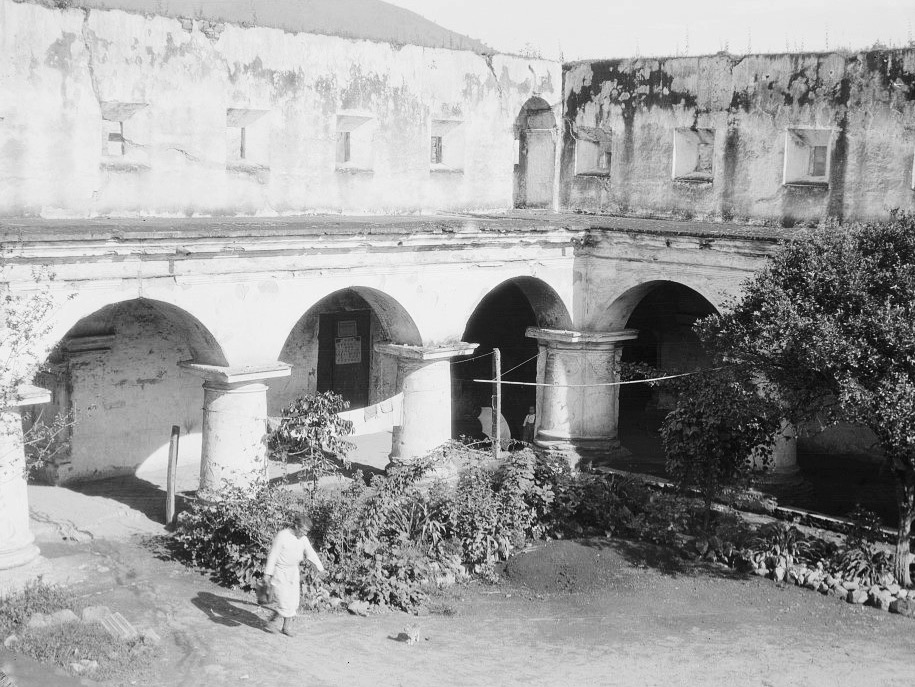
Una familia de escasos recursos viviendo en las ruinas de Capuchinas, como lo relatara el príncipe Guillermo de Suecia en 1920.. Fotografía de Arnold Genthe.

En abril de 1920, durante los últimos días del gobierno del licenciado Manuel Estrada Cabrera, el príncipe Guillermo de Suecia visitó Antigua Guatemala y escribió sus impresiones en su libro Between two continents (Entre dos continentes). Su libro es una objetiva descripción de la condición en que estaba la ciudad y el deplorable estado del camino entre Ciudad de Guatemala y Antigua: «por un tramo corto al salir de la Ciudad de Guatemala el camino estaba en condiciones aceptables, pero luego se empezaban a ver pequeñas dunas y posteriormente riachuelos que cruzaban el camino, pequeños barrancos y derrumbes, ya que hacía dos años que el área había sido golpeada por el poderoso Terremoto de 1917 y la corrupción del gobierno impidió que hubiese recuperación alguna». Conforme se avanzaba hacia Antigua las montañas se hacían más y más empinadas y las rocas más pronunciadas; además encima del camino había una capa de polvo de uno sesenta centímetros de alto, que disimulaba los baches, pero no eliminaba sus efectos en la estructura del vehículo. A lo largo del camino vieron largas filas de indígenas que iban hacia la Ciudad de Guatemala, llevando pesadas cargas a sus espaldas con aparente facilidad; hombres, mujeres y niños llevaban algo en la espalda, y lo hacían con paso rápido. Y en cuanto al tráfico, no había, salvo por una o dos carretas haladas por mulas.
Después de pasar Mixco, el camino se hacía aún más empinado, con un barranco profundo a un lado, y un risco elevándose por el otro; era muy frecuente encontrar cruces a la orilla del camino, que marcaban el lugar en donde algún viajero había perdido la vida. Luego de alcanzar el punto más alto, iniciaron el descenso hacia Antigua Guatemala. Ya iban llegando cuando un oficial uniformado con indumentaria rota y sucia les hizo el alto y les dio la bienvenida a la ciudad: era el comandante y lo acompañaban seis soldados descalzos y armados con rifles de madera. Comparada con el deplorable estado en que se encontraba la Ciudad de Guatemala en 1920 -prácticamente en ruinas por la negligencia del gobierno- la Antigua Guatemala estaba muy bien, aunque la gran mayoría de las iglesias estaban dilapidadas y completamente abandonadas. En muchas de las iglesias, sólo quedaban paredes incompletas y domos derrumbados, e incluso algunas de ellas estaban en condiciones lamentables: Santa Clara servía como criadero de mulas, mientras que la Iglesia de Gracia servía de albergue para una familia de nativos y para sus animales domésticos.
Pero había algunos monumentos en buen estado: 
- La parroquia de la Escuela de Cristo era una de las iglesias mejor conservadas y sin duda, la más pintoresca, junto con su convento que todavía estaba en pie. El sacerdote que recibió al príncipe y a sus tres acompañantes les hizo saber que ya todo el oro y la plata del recinto había sido vendido por sus antecesores y que sentía mucho no poder venderles nada a ellos, aunque los suecos no estaban interesados en semejante compra.[10]
- El viejo convento de las Capuchinas con su gran cantidad de pasadizos subterráneos entre las celdas de los monjes y las de las monjas era un lugar que valía la pena visita, especialmente la parte en donde las celdas estaban construidas en círculo alrededor de un patio común.[10]

En 1943 comenzó la preservación oficial del convento, luego de que fuera declarado Monumento Nacional de Guatemala por el gobierno del general Jorge Ubico Castañeda, y hacia 1950 el Instituto de Antropología e Historia de Guatemala desarrolló trabajos de restauración. Desde 1972 la edificación alberga las oficinas del Consejo Nacional Para la Protección de La Antigua Guatemala. En la actualidad es de los sitios más visitados por el turismo nacional e internacional en esta ciudad.

## Características
El convento tenía capacidad para alojar de 25 a 28 monjas bajo la supervisión de una abadesa. La denominada «torre del retiro», en forma de círculo, es única en América. Tal claustro estaba conformado por celdas que disponían de su propio retrete y área de estudio, motivo por el cual ha llegado a considerarse el primer edificio de apartamentos del continente; debajo del noviciado se encuentra una bóveda con una columna de tres metros de diámetro en forma de hongo que sostiene la construcción. La fachada de la iglesia monástica es trabajada en piedra, como lo es también la Iglesia Escuela de Cristo, característica que las distingue de los demás templos coloniales de la localidad.

## Galería de imágenes

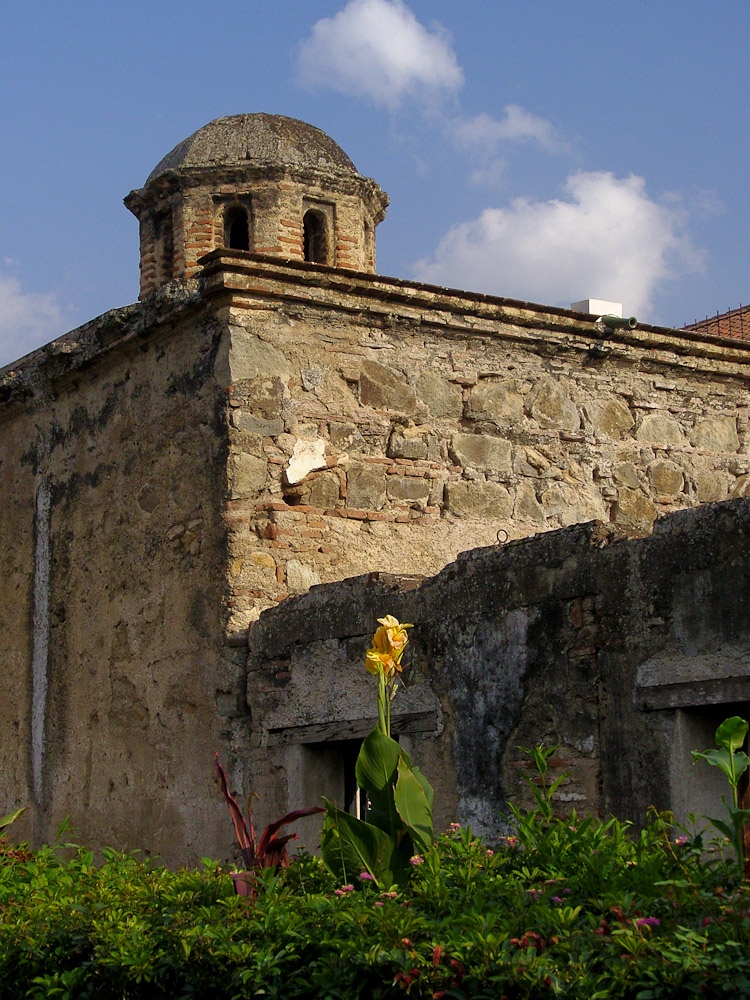
Detalle de una chimenea
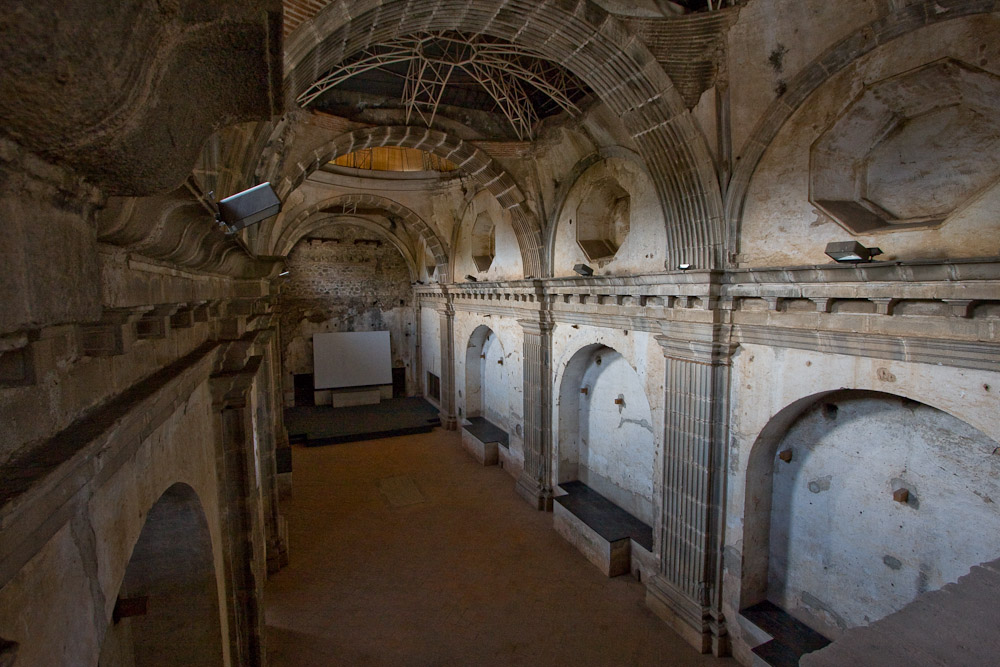
Interior de la iglesia, con el domo construido en 1991.
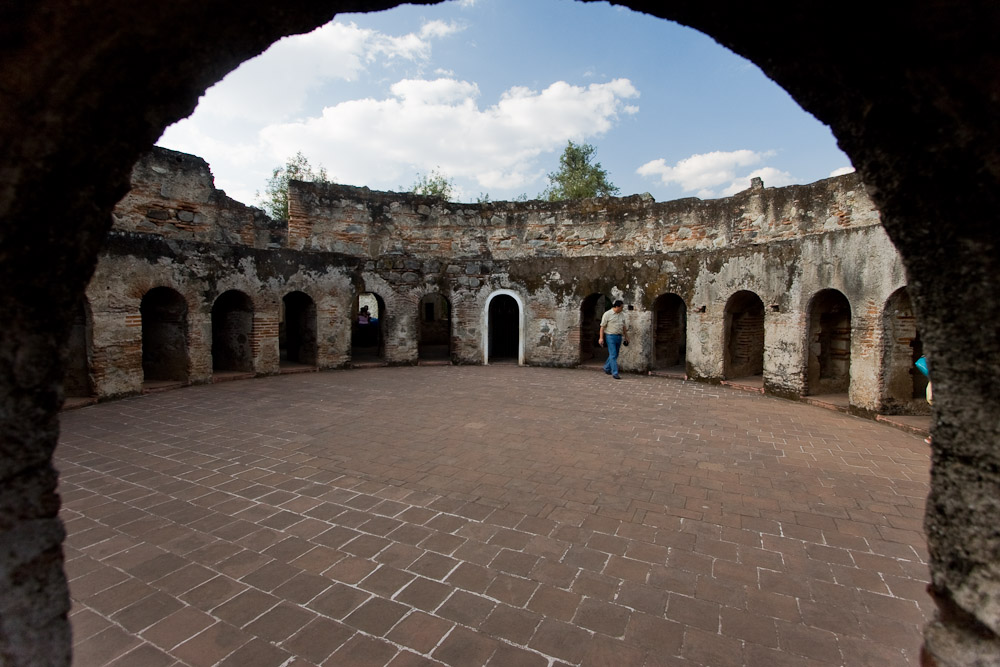
Celdas de las capuchinas descalzas
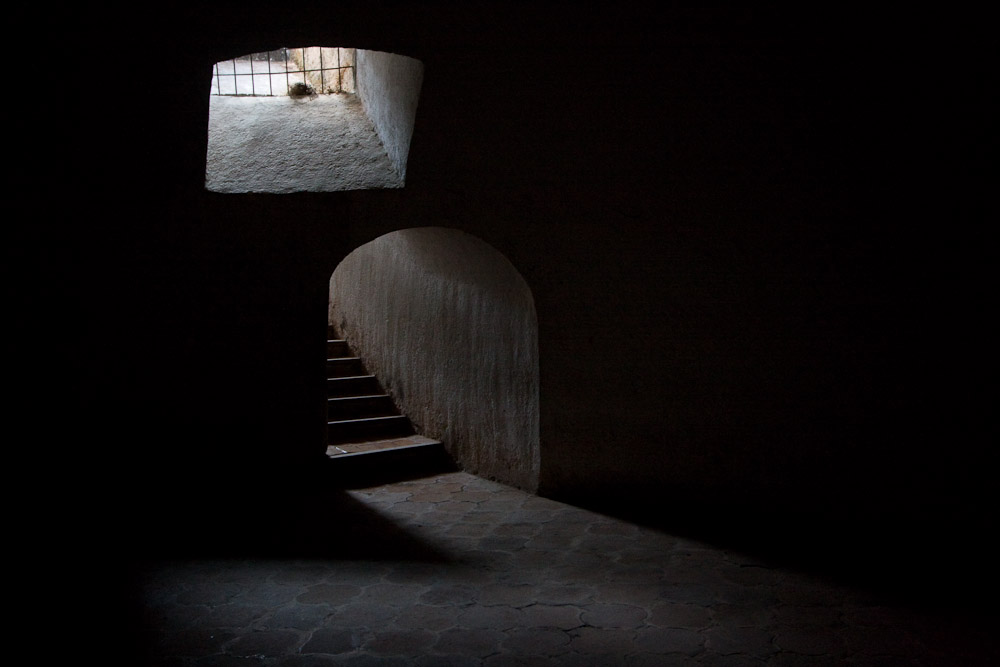
Torre de la Soledad